# Cleo Fields
Cleo Fields, född 22 november 1962, är en amerikansk politiker (demokrat). Han har varit ledamot av USA:s representanthus 1993–1997 och på nytt sedan 2025.
I guvernörsvalet i Louisiana 1995 besegrades Fields av republikanen Mike Foster i den avgörande omgången.